# Pee-wee's Big Adventure
Pour la bande originale, voir Pee-wee Big Adventure (bande originale).
Série
Big Top Pee-wee
(1988)
Pour plus de détails, voir Fiche technique et Distribution.
Pee-wee Big Adventure (Pee-wee's Big Adventure) est un film américain, le premier long métrage réalisé par Tim Burton et sorti en 1985. Le film conte l'histoire de Pee-wee Herman à la recherche dans tout le pays de sa bicyclette volée.
Le succès de The Pee-wee Herman Show a incité la Warner Bros. à commander un scénario à Paul Reubens pour un film avec Pee-wee Herman comme héros. L'idée originale de Reubens fut de faire une reprise de Pollyanna (1960) avec Pee-wee Herman dans le rôle de Hayley Mills. Burton a été embauché comme réalisateur une fois que Reubens et les producteurs ont vu son travail sur les courts métrages Vincent et Frankenweenie.
Pee-wee Big Adventure est un succès financier et critique et devient ensuite un film culte[réf. nécessaire].

## Synopsis
Pee-wee est un personnage excentrique vivant dans une maison conçue comme un rêve d'enfant. Son objet fétiche est une bicyclette au look retro et comportant de nombreux gadgets. Le jour où il se fait voler sa bicyclette, Pee-wee se lance à travers une quête qui l'emmènera jusqu'au Texas puis à Hollywood, croisant au passage de nombreux personnages farfelus qui accepteront de l'aider dans sa recherche. Pee-wee finit par retrouver sa bicyclette et se voit proposer de voir son histoire portée au cinéma.

## Fiche technique

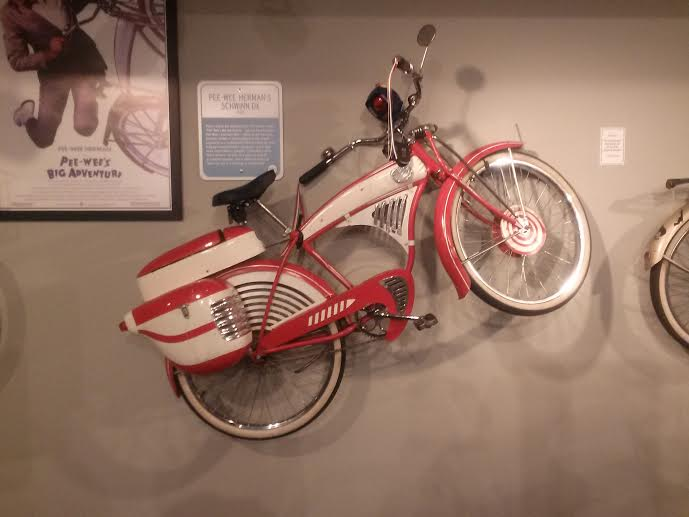
La bicyclette de Pee-wee.

- Titre original : Pee-wee's Big Adventure
- Titre français : Pee-wee Big Adventure[2]
- Titre québécois : La Grande Aventure de Pee-wee
- Réalisation : Tim Burton
- Scénario : Phil Hartman, Paul Reubens créateur du personnage et Michael Varhol
- Musique : Danny Elfman
- Photographie : Victor J. Kemper
- Montage : Billy Weber (en)
- Décors : David Snyder
- Costumes : Aggie Guerard Rodgers
- Maquillage : Frank Griffin
- Production : Richard Gilbert Abramson, Robert Shapiro
  - Production exécutive : William E. McEuen
- Société de production : Warner Bros. Pictures et Aspen Film Society
- Société de distribution : Warner Bros. Entertainment
- Budget : 7 000 000 $ US
- Pays de production :  États-Unis
- Langue originale : anglais
- Format : couleur - 35 mm - 1,37:1 / 1,85:1 - son  Dolby Surround
- Genre : comédie
- Durée : 90 minutes
- Dates de sortie :
  - États-Unis : 9 août 1985
  - France : 3 juin 1987

## Distribution
- Paul Reubens (VF : Jean-Loup Horwitz) : Pee-wee Herman
- Elizabeth Daily (VF : Laurence Crouzet) : Dottie
- Mark Holton (VF : Alain Flick) : Francis
- Diane Salinger (VF : Annie Balestra) : Simone
- Judd Omen (VF : Greg Germain) : Mickey
- Ed Herlihy : M. Buxton
- Erica Yohn (VF : Jacqueline Cohen) : Madam Ruby
- Daryl Keith Roach : Chuck
- Alice Nunn (en) : Large Marge
- Carmen Filpi (VF : Henri Labussière) : Jack
- Jon Harris : Andy
- Jason Hervey : Kevin Morton
- Phil Hartman : le journaliste
- Monte Landis : Mario
- Starletta DuPois : Sergent Hunter
- Jan Hooks : Tina
- Twisted Sister
- James Brolin (VF : Pascal Renwick) : P.W Herman

## Box-office
- États-Unis : ~ 40 940 662 $ US[3]
- France : ~ 247 815 entrées

## Autour du film
- Pee-wee Herman est un personnage inventé par Paul Reubens en 1978 avant de devenir animateur d'émissions pour les enfants.
- Le film a connu  une suite : Big Top Pee-wee, réalisée par Randal Kleiser et sortie en 1988.
- James Brolin et Morgan Fairchild font une apparition dans un film retraçant les aventures de Pee-wee Herman, film qui s'éloigne de beaucoup de ce qu'a pu vivre Pee-wee.
- Un troisième film sorti directement sur Netflix est sorti en 2016 : Pee-wee's Big Holiday réalisé par John Lee.